# Yolande Speedy
Yolande Speedy (nascida em 30 de dezembro de 1976) é uma ciclista profissional sul-africana, especialista em mountain bike. Nos Jogos Olímpicos de Pequim 2008, competiu representando a África do Sul no cross-country, terminando na 22ª posição.